# 京おどり

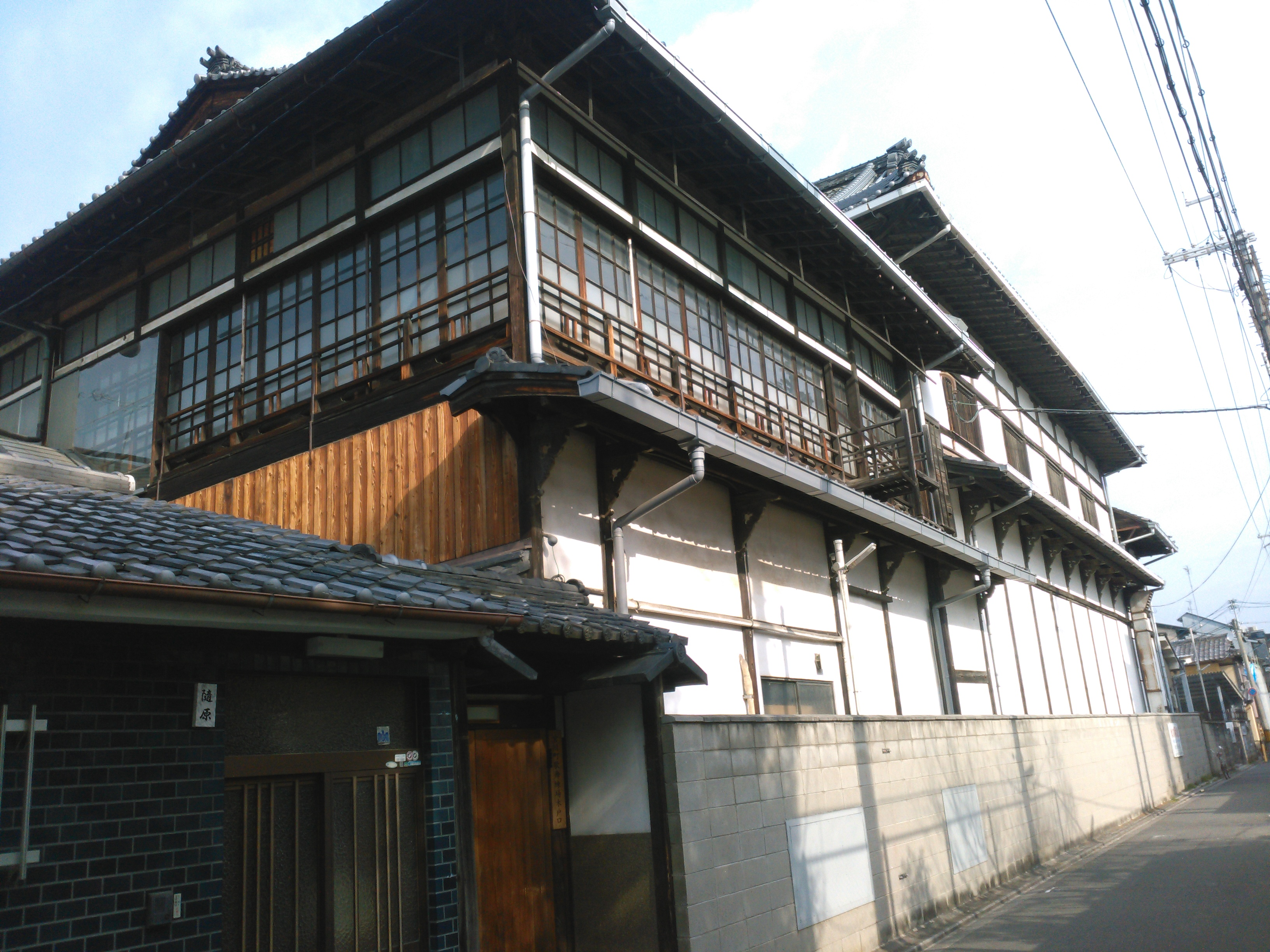
宮川町歌舞練場 裏側

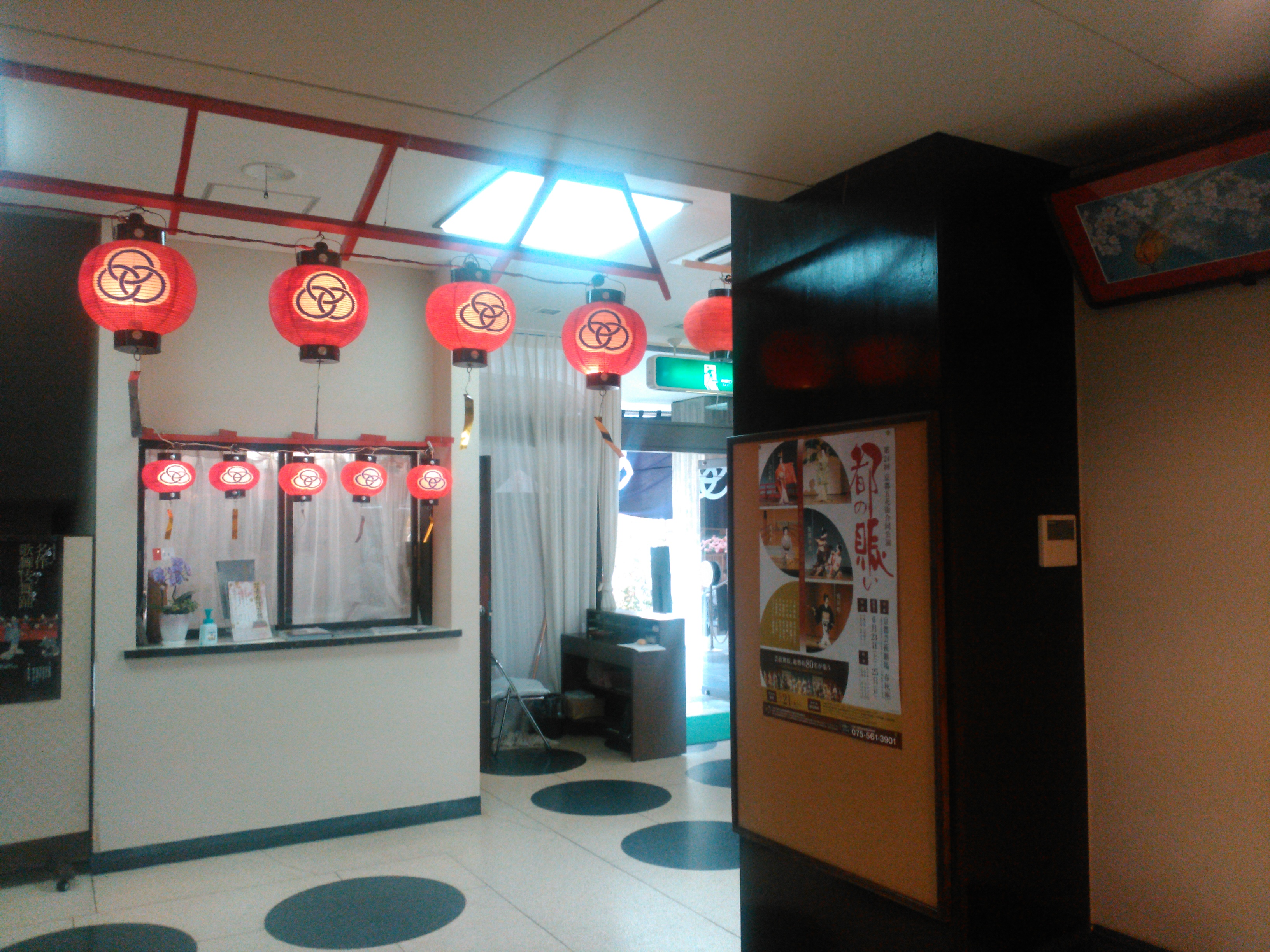
歌舞練場内部の様子

京おどり（きょうおどり）は4月初旬から下旬にかけて宮川町歌舞練場で上演する宮川町の舞踏公演。字体は『都をどり』の旧字体（をの字）ではなく、新字体の『おどり』が採用されている。

## 沿革
京おどりは1950年（昭和25年）に初演され、1954年（昭和29年）から1968年（昭和43年）の時期は阪急電鉄京都線四条河原町（河原町駅）延長工事のため南座で上演され、1969年（昭和44年）から新装された歌舞練場に戻り、現在に至る。

## 年表
- 1950年（昭和26年） -  京おどり初演
- 1954年（昭和29年） ~ 1968年（昭和43年） -  阪急京都線延長工事のため南座で上演。
- 1969年（昭和44年） -  本拠地での上演再開
- 2013年（平成25年） -  演出者を谷村陽介から北林佐和子に交代。
- 2020年（令和2年） -  新型コロナウイルス感染拡大防止のため秋に延期（後に中止を発表[1]）。
- 2021年（令和3年） -  新型コロナウイルス感染防止のため規模縮小しての上演、お茶席を設けず上演期間、時間を短縮した。この年を最後に歌舞練場の改修工事に入る[2][3]。
- 2022年（令和4年） -  歌舞練場改修工事により開催場所を京都府立文化芸術会館（京都市上京区）で上演[4]。上演期間は4月2日 - 4月13日。
- 2023年（令和5年） -  春秋座（京都市左京区）で上演[5]。上演期間は4月1日 - 4月9日。
- 2025年（令和7年） ‐  歌舞練場新装開場準備のため、休演[6]。